# Finteler Wacholderlandschaft
Die Finteler Wacholderlandschaft ist ein Naturschutzgebiet in der niedersächsischen Gemeinde Fintel im Landkreis Rotenburg (Wümme).
Das Naturschutzgebiet mit dem Kennzeichen NSG LÜ 041 ist 3,6 Hektar groß. Das Gebiet steht seit dem 31. März 1953 unter Naturschutz. Zuständige untere Naturschutzbehörde ist der Landkreis Rotenburg (Wümme).

## Beschreibung
Das Naturschutzgebiet liegt nordöstlich von Fintel und ist der Rest einer früher in dem Gebiet weit verbreiteten Heidelandschaft, die in einem trockenen Bereich mit Besenheide bestanden ist. Zur Fintauniederung hin ist das Gelände feuchter, hier wächst Wacholder. Das Gebiet wird mit Schafen beweidet und für Plaggenhieb sowie als Bienenweide genutzt.